# Saint-Maur (Giura)
Saint-Maur è un comune francese di 210 abitanti situato nel dipartimento del Giura nella regione della Borgogna-Franca Contea.

## Società

### Evoluzione demografica
Abitanti censiti